# Réaction de Sommelet
La réaction de Sommelet, découverte par Marcel Sommelet  en 1913, est une réaction de chimie organique  au cours de laquelle un halogénure de benzyle est converti en aldéhyde par l'action d'hexamine et d'eau,.
Elle peut être décrite comme une oxydation du carbone. Dans une réaction très proche, la synthèse d'aldéhyde de  Kröhnke,, le réactif oxydant est une combinaison de pyridine et de p-nitrosodiméthylaniline.
La réaction de Sommelet s'est révélée très utile pour la préparation des aldéhydes à partir d'amines et d'halogénures. Elle permet la synthèse de différentes espèces de composés aromatiques hétérocycliques, ainsi que de quelques aldéhydes et amines aliphatiques.